# Heinz von Allmen
Heinz von Allmen   (Wengen, 10 d'agost de 1913 - Lauterbrunnen, 11 de novembre de 2003) va ser un esquiador suís que va competir durant les dècades de 1930 i 1940. Combinà l'esquí alpí i l'esquí de fons.
En el seu palmarès destaquen quatre medalles al Campionat del Món d'esquí alpí, dues de bronze el 1934, i una de plata i una de bronze el 1936. També guanyà nombroses curses internacionals i nou campionats nacionals, quatre d'ells en esquí de fons.